# Gert Metz
Gert Metz (ur. 7 lutego 1942 w Moguncji, zm. 17 kwietnia 2021) – niemiecki lekkoatleta, sprinter, medalista mistrzostw Europy z 1966. W czasie swojej kariery reprezentował Republikę Federalną Niemiec.
Zdobył brązowy medal w sztafecie 4 × 100 metrów na mistrzostwach Europy w 1966 w Budapeszcie (sztafeta RFN biegła w składzie: Hans-Jürgen Felsen, Metz, Dieter Enderlein i Manfred Knickenberg). Metz startował również w biegu na 100 metrów, w którym odpadł w półfinale. Na europejskich igrzyskach halowych w 1967 w Pradze Metz zdobył złoty medal w sztafecie szwedzkiej 1+2+3+4 okrążenia (która wystąpiła w składzie: Metz, Horst Haßlinger, Rolf Krüsmann i Manfred Hanika). W biegu na 50 metrów Metz odpadł w półfinale.
Odpadł w eliminacjach biegu na 100 metrów i biegu na 200 metrów na igrzyskach olimpijskich w 1968 w Meksyku, a zachodnioniemiecka sztafeta 4 × 100 metrów w składzie: Karl-Peter Schmidtke, Metz, Gerhard Wucherer i Jochen Eigenherr zajęła w finale 6. miejsce.
Zwyciężył w sztafecie 4 × 100 metrów na letniej uniwersjadzie w 1965 w Budapeszcie.
Metz był mistrzem RFN w biegu na 100 metrów w 1968 i 1969, wicemistrzem w 1967 oraz brązowym, medalistą w 1970, a także brązowym medalistą w biegu na 200 metrów w 1968. Był również mistrzem RFN w sztafecie 4 × 100 metrów w 1969 i 1971. W hali był mistrzem RFN w biegu na 60 metrów w 1965, wicemistrzem w 1964 i 1967 oraz brązowym medalistą w 1971.
Wyrównał rekord RFN w biegu na 100 metrów czasem 10,0 s (6 września 1970 w Burg Gretesch) oraz kilkakrotnie poprawiał rekord RFN w sztafecie 4 × 100 metrów do wyniku 38,76 s (20 października 1968 w Meksyku).